# 藏盖古城
藏盖古城，位于中国青海省贵德县新街乡藏盖村，为第四批青海省文物保护单位，公布日期为1986年5月27日，类型为古遗址。
藏盖古城的历史年代为元。